# Franz Joseph in Bayern

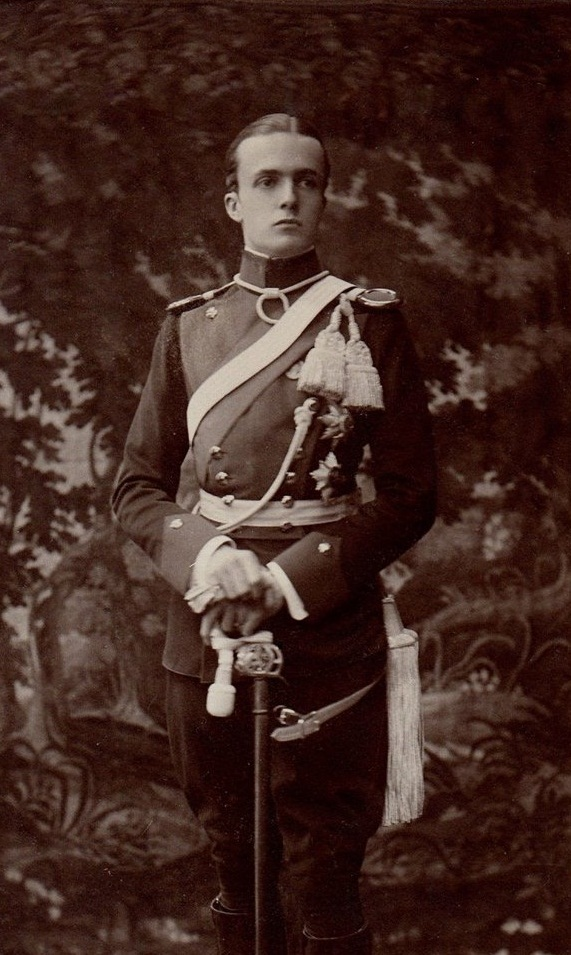
Franz Joseph in Bayern, 1909

Franz Joseph Michael Karl Maria Evaristus Quirinus Ottokar Herzog in Bayern (* 23. März 1888 auf Schloss Tegernsee; † 23. September 1912 in München) war ein bayerischer Prinz.

## Leben
Franz Joseph wurde als fünftes Kind des Herzogs Carl Theodor in Bayern und seiner zweiten Ehefrau Marie José von Portugal am 23. März 1888 geboren. Er litt an Kinderlähmung und starb bereits am 23. September 1912 mit 24 Jahren in München.
Durch seine Verbindung mit Lilly Stockhammer (* 1891; † 1952), nachmals unter anderem Prinzessin von Preußen, wurde er der Stammvater des Geschlechts von Plottnitz-Stockhammer. Er ist der Großvater des Politikers Rupert von Plottnitz.

## Literatur

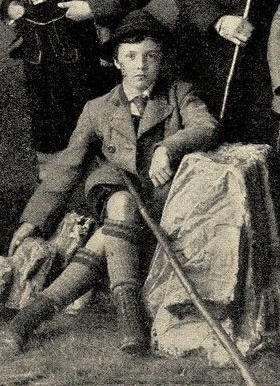
Herzog Franz Joseph in Bayern (1897)